# Obovaria subrotunda
Obovaria subrotunda är en musselart som först beskrevs av Rafinesque 1820.  Obovaria subrotunda ingår i släktet Obovaria och familjen målarmusslor. IUCN kategoriserar arten globalt som nära hotad. Inga underarter finns listade i Catalogue of Life.